# Ilūkste
Ilūkste è un comune della Lettonia di 9.231 abitanti. Il centro capoluogo contava una popolazione di 2.856 abitanti nel 2010.

## Geografia antropica

### Suddivisioni amministrative
Il comune è formato dalle seguenti unità amministrative:
- Bebrene
- Dviete
- Eglaine
- Ilūkste (sede comunale)
- Pilskalne
- Prode
- Subate (città)
- Šēdere